# Oxygen
Oxygen (traducido como Oxígeno) es el quinto episodio de la décima temporada de la serie británica de ciencia ficción Doctor Who. Está escrito por Jamie Mathieson y fue transmitido el 13 de mayo de 2017 por el canal BBC One. "Oxígeno" recibió críticas positivas, la mayoría comentando los temas superpuestos del episodio y el aspecto del capitalismo.
El Doctor (Peter Capaldi), Bill Potts (Pearl Mackie) y Nardole (Matt Lucas) investigan una estación espacial después de recibir una señal de socorro, pero se encuentran que la estación está infestada con una tripulación de muertos vivientes. El trío tiene que basar sus planes en la cantidad de oxígeno que les queda, cuando se encuentran en una situación sin ninguna esperanza.

## Argumento
El Doctor, Bill y un enfurecido Nardole viajan en la TARDIS rastreando una señal de socorro que procede de una estación minera en el espacio profundo. Cuando la TARDIS queda bloqueada en un pasillo junto a una compuerta de descompresión por culpa del sistema de la nave, el trío se ve obligado a llevar trajes espaciales robóticos, capaces de operar de manera autónoma por medio de un vínculo con el ordenador de la estación. Los trajes también son la única fuente de oxígeno, como la empresa minera no proporciona una atmósfera de oxígeno dentro de la estación, cada actividad se mide en respiraciones. La tripulación superviviente advierte que algunos trajes han recibido instrucciones para "desactivar" sus "componentes orgánicos", matando al usuario a través de una descarga eléctrica, pero manteniendo su autonomía. Esta señal puede ser llevada por el tacto, lo que ha provocado que la mayor parte de la tripulación pase a ser convertido en zombis, esclavos de la programación de los trajes. El Doctor y los otros deciden caminar fuera de la estación a una parte en mantenimiento, sin actualizar en los sistemas informáticos, para esconderse. El mal funcionamiento del traje de Bill durante la despresurización y le obliga a quitarse el casco. Para salvarla, el Doctor le da el suyo. Tras volver dentro, sobrevive el vacío del espacio, pero ha perdido la vista tras su exposición al vacío.
El sistema descubre su ubicación, pero a medida que huyen, el traje de Bill vuelve a mostrar fallos y no consigue moverse. El Doctor la deja atrás, asegurando le no va a morir.Sin embargo, es electrocutada cuando un zombi entra en contacto con ella. El Doctor descubre que el límite de respiraciones es un algoritmo para impedir que la gente "pierda" el oxígeno, parte del sistema automatizado de la compañía; matar a los portadores fue sólo el punto final lógico de las ganancias empresariales sobre la vida humana. El Doctor hackea los sistemas de la estación para porvocar la autodestrucción, y convence a los otros de que esto es una "buena muerte" y puedan vengarse de la corporación. El sistema reconoce esta amenaza para las ganancias corporativas y vuelven a reiniciar la programación de los trajes, y los zombis entregan sus suministros de oxígeno a los sobrevivientes. Después, el Doctor revive a Bill, sabiendo que su traje no funcionaba no tenía suficiente para conseguir matarla.
Tras recuperar la TARDIS, el Doctor lleva a los supervivientes en su Oficina Central para poner una queja a la empresa; el Doctor señala que hubo una rebelión exitosa seis meses después. Nardole restaura la visión al Doctor, pero cuando regresan a la universidad y Bill se marcha, el Doctor le revela a Nardole, mientras este le llama la atención, que él no puede mirar nada y nunca más podrá hacerlo. Porque aún esta ciego.

### Continuidad
- El Doctor engaña a Nardole haciéndole creer que quitando el Vínculo Fluido k57  la TARDIS no podría despegar, cuando en realidad no lo hace. El Primer Doctor hace lo mismo con Ian Chesterton , obligándolos a volver a la ciudad Dalek para recuperar un enlace de fluido K7, que el Doctor había olvidado allí "Los Daleks".[1][2]

- El Doctor vuelve a perder su destornillador después de que un zombi lo destruyese. El destornillador sónico se ha roto en otras ocasiones? con el Quinto Doctor en "La visitación", con el Décimo Doctor en "Smith y Jones" y con el Undécimo Doctor " en "En el último momento" y "Un cuento de Navidad".

### Otras referencias
- El episodio comienza con la misma frase que los episodios de la serie original de Star Trek: "El espacio, la última frontera".

## Producción
La lectura de guion de este episodio tuvo lugar el 12 de octubre de 2016.? El rodaje de este episodio comenzó como parte del cuarto bloque de producción junto con el décimo episodio de la temporada, " Los Deboradores de la Luz ". El rodaje comenzó el 17 de octubre y terminó el 18 de noviembre de 2016.
En su boletín, Jamie Mathieson reveló que "Oxígeno" fue pensado originalmente como una precuela de su episodio de 2014  " Una momia en el Orient Express ". En los primeros borradores, Kline, un representante corporativo, aparece en un monitor para ofrecer las promociones y posibilidad de acciones a los pasajeros si salvan la nave. Al reconocer la voz de Kline, el Doctor se lleva a la tripulación hacia la seguridad de la TARDIS, la nave se destruye a medida de salen. Se reveló que un día la compañía detrás de la estación minera tendrá una filial especializada en el análisis de armas antiguas, y que Kline será despedido como consecuencia de su torpeza en la negociación, que vive como la voz del ordenador de la empresa, Gus.

## Emisión y Recepción

### Emisión
El episodio fue visto por 3.57 millones durante la noche. El episodio recibió 5.27 millones de visualizaciones en general. [8]

### Recepción
"Oxígeno" recibió críticas muy positivas. "Oxígeno" actualmente tiene una puntuación de 100% en Rotten Tomatoes.
Patrick Mulkern de Radio Times dio el episodio 3 de 5 estrellas, elogiando la historia por su veracidad a los temas fundamentales del episodio, pero criticándolo suavemente por falta de novedad, articulando su "lucha con la presunción central de que en el futuro, En el espacio, el oxígeno será una mercancía que deberemos pagar muy caro, incluso con la vida ". También señaló cómo el episodio tomó referencias de otras películas de ficción, como Gravity y Alien , así como temas de episodios anteriores de la serie.